# تحليل تلوي
التحليل التلوي (بالإنجليزية: Meta-analysis)‏ هو تحليل في عِلم الإِحصاء يتَضَمَّن تطبيق الّطُرُق الإحصائيّة على نَتائِج عِدّة دِراسات قد تكون مُتوافِقة أو مُتضادّة، وذلك من أجِل تَعيين تَوجُّه أو مَيل لِتلك الّنتائِج أو لإيجاد عِلاقة مُشتَركة مُمكِنة فيما بَينها.
يُمكن أن يُفهَم الّتحليل الّتلوي على أنَّه إجراء خُطوَة تحليل تالية ضِمنَ أسلوب بحث عِلمي على بيانات ناتِجة عن عَمليَّات تحليل سابقة، أيّ أنّه بِبَساطة إجراء عمليّة تحليل للتحاليل.
يُمكِن للتحليل الّتلوي أن يتَضمّن استِخدام وسائِل إحصائيّة تَدرُس حجم الأثَر أو القيمة الاحتماليّة وحِساب مُتَوسِط
مِن المُريح اتِّباع المُصطَلحات المُستَخدَمة في مُؤسَّسة كوكرين، واستِخدام «الّتحليل الّتلوي» للإِشارة إلى الّطرق الإحصائيّة لِجمع الأدلَّة، وتَرك الجوانِب الأخرى مِن «تجميع الأبحاث» أو «تجميع الأدلّة»، مِثِل جَمع المعلومات المُستَمدّة مِن الّدراسات الّنوعيّة، كَجُزء مِن الّسياق الأَعَم لِمُصطلح «المُراجَعات المنهجيّة».

## التاريخ
الجذور الّتاريخيّة للتحليل الّتلوي يُمكِن أن تَرجِع للقرن الّسابع عشر في دِراسات عِلم الفَلك، بَينَما أوّل مرّة تَمّ استخدام الّتحليل الّتلوي لتجميع نَتائِج عِدّة دِراسات سَريريّة، كانَت عن طريق تَقرير نُشِر في عام 1904م للإحصائي كارل بيرسون في «المجلّة الّطبيّة البريطانيّة» والذي جُمِع فيه بيانات مِن عِدَّة دِراسات لِتَطعيم من خِلال دالِّة ترجيح.
الّدافع للتحليل الّتلوي هو لِجَمع المعلومات من أجِل الحصول على أعلى قُوّة إحصائيّة لِقياس الفائدة، بالمقابل فإنَّ القياس المُستَمَد مِن دِراسة واحدة يكون أقل دقّة. في إجراء الّتحليل الّتلوي، يَلزَم المُحقِّق عَمَل العديد من الاختيارات التي يُمكن أن تؤثِّر على الّنتائِج، ويتَضَمَّن ذلك كيفيّة البحث عن الّدِراسات، تَحديد الّدراسات على أسَاس مجموعة من المعايير الموضوعيّة، الّتعامل مع بيانات غير مُكتَمِلة، تحليل البيانات، والأخذ بِعَين الاعتبارأو الابتعاد عن الّتحيُّز للنَشِر.
الّتحليل الّتلوي يكون غالِبا، وليس دائِما، من العناصِر الهامَّة لإِجراء مُراجَعة مَنهجيَّة. على سبيل المثال، يُمكِن إجراء الّتحليل الّتلوي على العديد من الّتجارب الّسريريَّة للعلاج الّطبي، في مُحاولِة للحُصول على فِهم أفضَل لِمدى نجاح العِلاج. هنُا الّتيفوئيد. الّتحليل الّتلوي الأول لِكُل الّتجارب المُتَطابِقة مِن الّناحيّة الّنظريّة والتي تَهتَم بِمسألِة بَحث مُعيَّن، ويُجريها باحِثون مُستقلِّون، تمّ تحديدُهبكتاب تمّ نشرُه عام 1940م " Extrasensory Perception After Sixty Years"، وألّفه عُلَماء الّنفس مِن جامِعة ديوك: ج.غ.برات، ج.ب.راين، والمُساعِدين. وهذا يشمَل مُراجَعة وتَنقيح ل145 تقريرعن تجارُب ال ESP المنشورة من عام 1882 إلى عام 1939، وتَخمين عن تأثير الّتقارير الغَير مَنشورة على الأَثَر الكُلي (مُشكِلة الملف-الّدرج). على الّرغم مِن أنّ الّتحليل الّتلَوي يُستَخدَم على نِطاق واسِع في عِلم الأوبِئَة والّطب القائِم على الأدِلَّة اليوم، إلا أنّه لم يتم نَشر الّتحليل الّتلوي للعِلاج الّطبي حتى عام 1955م. وفي الّسبعينيات، أُدخِلت تَقنيات تحليليّة أكثر تَطوّراً في مجالِ البحوثِ التعليميّة، بِدءاً بِأعمال جينف.غلاس، فرانك ل.شميت وجون ي.هنتر.
و قد صاغ مُصطَلح الّتحليل الّتلوي جين ف.غلاس، الذي كان الإحصائي الحديث الأوّل الذي عَمِل على إضفاء الّطابع الّرسمي على استخدام مُصطَلح الّتحليل الّتلوي. وقد قال «اهتمامي الّرئيسي الحالي إلى ما وصلنا إلى تسميّته... الّتحليل الّتلوي. المُصطَلح كبير قليلا، ولكنّه دقيق ومُلائِم... الّتحليل الّتلوي يُشير إلى تحليل الّتحليلات». على الّرغم من أنّ ذلك جَعَله يُعرَف على نِطاق واسِع كمُؤسِّس هذه الّطريقة، ولكن المنهجيّة وراء ما أسماه بالّتحليل الّتلوي سُبِقَت عمله بِعدّة عُقود. الّنظريّة الإحصائيّة المحيطة بالّتحليل الّتلويتقدّمَت إلى حدٍّ كَبير بأعمال نامبوري ف.راجو، ولاري ف.هيدجز، وهاريس كوبر، وانجرام اولكين، وجون ي.هنتر، وجاكوب كوهين، وتوماس سي.تشالمرز، وروبرت روزنثال، وفرانك ل.شميدت، ودوغلاس جي بونيت.

## الميِّزات
من الّناحية الّنظريّة، الّتحليل الّتلوي يستَخدِم نَهج الإِحصاء لِجَمع الّنتائِج الّناتِجة من عِدّة دِراسات في مُحاولِة لِزيادة القوّة (الّتفوّق على الّدراسات الفرديّة)، وتحسين عمليّة الّتقدير في حجم التأثير أو لِحل الغموض في حالة اختلِاف الّتقارير. الّتحليل الّتلوي ما هو إلا لَمحة إحصائيّة عن نتائِج واحدة أو أكثر من المُراجعات المنهجيّة. بِشكل أساسي، هو يُنتِج مُتَوسِّط شامِل لنتائِج الّدراسات، وهذا الّنهج له العديد من الميّزات:
1. يُمكِن تعميم الّنتائج لِعدد أكبر من الّسكان.
2. يُمكِن تحسين الّدقة ومدى القُرب من الّنتائج للتَقديرات التي نَضعها كُلّما زِدنا من كميّة البيانات المُستَخدَمة. وهذا بِدَورِه، يُمكن أن يزيد القوّة الإحصائيّة للكَشف عن أيّ تأثير.
3. أيّ تناقُض في الّدراسات يُمكن تحديدُه كمياً وتحليله أيضاً. على سبيل المِثال، تناقُض ينشَأ بِسبَب أخذ عيّنات خاطِئة، أو أنّ نتائج الّدراساتتتأثّر (جُزئيّاً) بالاختلافات بين الّدراسات.
4. اختبار الفرضيّات يُمكن تطبيقُه على موجِز الّتقديرات والّتخمينات.
5. المشرفون يُمكن إدراجُهم لتوضيح الاختلاف بين الّدراسات.
6. الّتحقق من وجود تحيُّز للنَشر.

## السلبيات
لا يُمكن الّتنبؤ بنتائج دِراسيّة كبيرة واحدة عن طريق التحليل التلوي لِعدّة دِراسات صغيرة. البعض جادل أنّ نُقطة ضعف هذه الّطريقة هي أنّها لا تتحكّم بِمصادِر التحيُّز. إنّ التحليل التلوي الجيِّد الّتابع للدّراسات المصمّمة بشكِل سيّء سيُعطينا إحصاءات سيّئة. وهذا يعني أنّه يَجب إدراج دراسات سليمة منهجيّاً فقط في التحليل التلوي، وهي مُمارسة تسمى “تجميع أفضل الأدلّة". محللون آخرون يمكن أن يستخدموا دراسات ضعيفة، ثم يقوموأ بإضافة متغير يتنبأ بدرجة الدراسة والذي يعكس الجودة المنهجيّة للدّراسات لفَحص أثر نوعيّة الّدراسة على حجم الأثر. ولكن آخرون قالوا أنّ أفضل نهج هو الحِفاظ على المعلومات حول التبايُن في عيّنة الدراسة، كشبكة على أوسع نِطاق مُمكن، وأنّ معايير اختيار المنهجيّة تَدخل فرديّة، غير مرغوب فيها وبالتالي هي هزيمة لهدف الّنهج.

### التحيُّز للنشر: مُشكلة الملف-الدرج

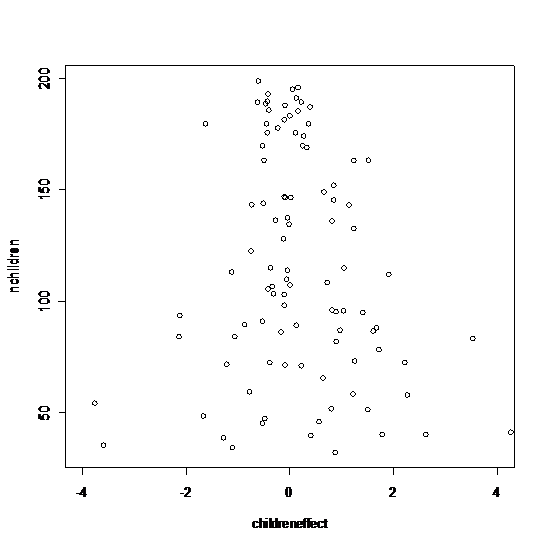
مخطط قمع متوقع من دون مشكلة الملف-الدرج. الدراسات الكبرى متقاربة على نتيجة فارغة، في حين تظهر الدراسات الأصغر تقلب أكثر عشوائية.

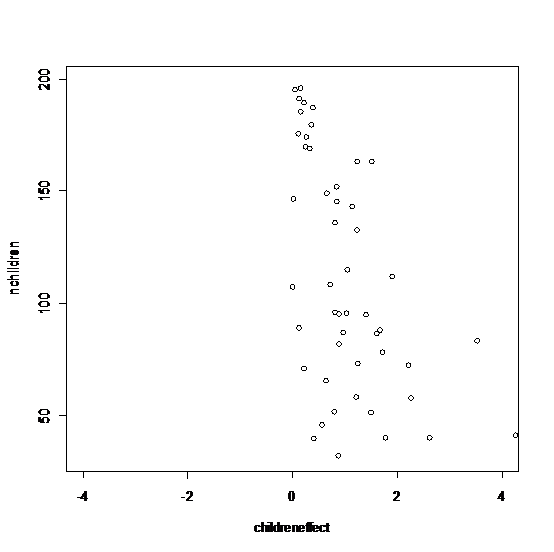
مخطط قمع متوقع مع مشكلة الملف-الدرج. ما زالت الدراسات الكبرى تتجمع حول النتيجة الفارغة، لكن التحيز ضد نشر الدراسات السلبية أدى لأن تظهر النتائج ككل مؤيدة للفرضية بلا مبرر.

هناك مأزق مُحتمَل آخر وهو الاعتماد على الدراسات المنشورة المتوافِرة، وبالّتالي من المُمكن أنّ تَخلِق نتائج مُبالَغ فيها نتيجة التحيُّز للنشر، فمثلا الدراسات التي تَعرِض نتائج سلبيّة أو نتائج غير مُهمّة غالباً لا يتم نشرها. وعلى سبيل المِثال، من المُمكِن أن يكون شخصا قد تغاضى عن دِراسات أطروحة علميّة أو دِراسات لم تُنشَر أبداً. هذه المشكلة ليست سهلة الحل، لأنَّ الّشخص لا يمكنه معرفة عدد الّدراسات التي لم يتم الإبلاغ عنها.
تنتج مشكلة الملف-الّدرج هذه في توزيع أحجام الأثر التي هي متحيِّزة، مُنحرِفة أو مقطوعة تماماً، والتي تؤدي إلى إيجاد مُعدّل أساسي خاطِئ بشكلٍ جَديّ، بالتالي تكون أهميّة الّدراسات المنشورة مُبالغ في تقديرها، حيثُ أنّ الّدراسات الأخرى لم تقدِّم للنشر أو تمّ رفضها. وهذا يَجِب أن يؤخَذ بجديّة عند تفسير نتائج الّتحليل الّتلوي.
يمكن تصوّر أحجام الأثَر باستِخدام مُخطّط على شكل قمُع وهو مُخطّط مُبعثَر لحجم العيِّنة وحجم الأثر. في الواقع، للحصول على مستوى معيّن للأثر، كلما قل حجم الّدراسة، كانت الاحتماليّة أعلى للحصول عليه عن طريق الّصدفة. في الوقت نفسُّه، كلّما كان مُستوى الأثر أعلى، كانت الاحتماليّة أقل بأنّ الّدراسة الأكبر حجما ستُعطي نتائج إيجابيّة عن طريق الّصدفة. إذا لم تنشر العديد من الّدراسات الّسلبيّة، فإنّ بقيّة الّدراسات الإيجابيّة ستؤدي لمُخَطّط قمُع بحيث يتناسب حجم الأثر فيه عكسياً مع حجم العيِّنة، وذلك يعني: أنّه كلّما ارتفع حجم الأثر، صَغُر حجم العيِّنة. هناك جُزء مُهم للأثَر المُوَضّح وهو يرجِع إلى فُرصة لم تظهر في المُخطط بسبب غياب البيانات الّسلبية الغير المنشورة. في المُقابِل، عندما تُنشَر أغلب الّدراسات، حينها لا يوجد أيّ سبب لجعل الأثر المُوَضّح مُتحيِّزاً بحجم الّدراسة، بالّتالي سوف يُنتِج مُخطّط قَمع مُتماثِل. فعند عدم وجود تحيُّز للنشر، يُمكن أن يَتوقّع المرء أنّه لا يوجد عِلاقة بين حجم العيّنة وحجم الأثر. وجود علاقة سَلبيّة بين حجم العيّنة وحجم الأثر يعني ضِمناً أنّ الّدراسات التي وَجَدت آثاراً مهمةً من المُرجّح أكثر أن تُنشر أو أن يَتِم تقديمُها للنشر. هناك العديد من الإجراءات المُتاحة التي تُحاول حل مُشكلة الملف-الّدرج، وحُدِّدَت مرّة، مِثل الّتخمين بِمكان القطع لتوزيع آثار الدراسة.
إنّطُرُق الكَشف عن التحيُّز للنشر مُثيرة للجدَل بحيث أنّها تمتلك طاقة مُنخفِضة للكشف عن التحيّز للنشر، ولكن أيضاً قد تحدث بعض الأخطاء في ظل بعض الظروف. على سبيل المثال، آثار الّدراسة التي تكون صغيرة، والتي توجد فيها الاختلافات المنهجيّة بين الّدراسات الأصغر والأكبر، قد تُسبِّب الاختلافات في أحجام الأثر بين الّدراسات التي تُمثِّل التحيُّز للنشر.]بحاجة لتوضيح[على أيّ حال، إنّ آثار الّدراسة الّصغيرة من الُممكِن أن تُسبِّب مُشكِلة في تفسير الّتحليل الّتلوي، ويَلزَم على مؤلِّفي التحليل التلوي الّتحقق في المصادِر المُحتَملة للتحيُّز. وقد اقترح أسلوب الّترادُف في تحليل التحيُّز للنشر من أجل خفض مشاكل الأخطاء الإيجابيّة الكاذِبة. أسلوب الّترادف هذا يتكوَّن من ثلاث مراحِل: أولاً، يجب حساب فشل-أمن حجم العيِّنة الخاصَّة بأوروين، للتحقُّق من عدد الّدراسات التي يجب إضافتها لِخفض مقياس الاختبار لحجم تافه. إذا كان هذا العدد من الّدراسات أكبر من عدد الّدراسات المستخدمة في التحليل التلوي، فإذاً هذه إشارة لِعدم وجود تحيُّز للنشر، وكما هو الحال في هذه القضيّة، يحتاج الّشخص إلى الكثير من الّدراسات لِخفض حجم الأثر. ثانياً، يُمكن القيام باختبار انحدار ايغر، الذي يَختبِر إذا كان مُخطَّط القمع مُتماثِلاً. وكما ذُكِر سابقاً: وجود مخطَّط قمع مُتماثِل يُعَدّ إشارة إلى عدم وجود تحيُّز للنشر، لأنحجم الأثر وحجم العيِّنة مُستقلاّن. ثالثاً، يُمكن القيام بطريقة الّتقليم والتعبِئة، والتي تُنسب البيانات في حالة عدم تماثل مُخطَّط القمع. وهذه مُجرَّد بعض الّطرق للاستخدام، ولكن توجد الكثير من الّطرق الأخرى.
و مع ذلك، يُرَجَّحأنَّ 25% من التحليل التلوي في مجال عِلم الّنفس قد يتعرَّض للتحيُّز للنشر. وما تزال مشاكل القوَّة الّضعيفة مُستَمِرّة، والّتقديرات لتحيُّز الّنشر تبقى أقل من القيمة الحقيقيّة.
مُعظم الِّنقاشات المُتعلِّقة بالّتحيُّز للنشر تُركِّز على مُمارَسات المجلّة التي تقوم بالّنشر بحيث تُفضِّل نشر اكتشافات إحصائيّة مُهمَّة. ولكن المُمارسات المشكوك فيها للبحث، مثل إعادة صياغة الّنماذج الإحصائيّة إلى أن يتحقّق الهدف، يُمكن أيضاً أن تُفضِّل الاكتشافات الإحصائيّة المهمّة دعماً لفرضيّات الباحثين.
إنّمُمارسات الباحثين المشكوك فيها لا تعتمد بالّضرورة على حجم العيِّنة، ولهذا الّسببفمِن غير المُحتمَل أن تكون واضحة على مُخطَّط القمع ومن المُمكن عدم اكتشافها باستخدام طُرق كشف التحيُّز للنشر المُستخدَمة حالياً.
من مواطنِ الّضعف الأخرى، مُفارقة سيمبسون (دراستان صغيرتان قد تُشيران إلى اتجاهٍ واحد، والّدراسة التي تجمع بينَهما تُشير إلى الاتجاه المُعاكِس) والفرديّة في ترميز الأثر أو اتخاذ القرارات المتعلِّقة بقبول الّدراسات أو رفضها. هناك طريقتان مُختلِفتان لقياس الأثر: الّترابُط أو اختلاف المتوسِّط المُوَحَّد. إنّ تفسير حجم الأثر اعتباطي، ولا توجد مُوافقة عالميّة على طريقة الموازنة بين المخاطر. ولم يُحدَّد بعد إذا كانت الّطريقة الإحصائيّة الأكثر دِقَّة لجمع النّتائج هي نماذج الأثر الّثابتة، العشوائية أم الّنوعيّة.]يلزم مرجع[

### التحيُّز لتحقيق الهدف
أشد خطر في التحليل التلوي غالباً ما يحدُث عندما يكون الّشخص أو الأشخاص الذين يقومون بالّتحليل الّتلوي لديهم خُطّة سياسيّة أو اجتماعيّة أو اقتصاديّة، مثل إقرار أو هزيمة الّتشريع.
الّناس الذين يَملكون هذا الّنوع من الخُطَط قد يقومون بإساءة استخدام الّتحليل الّتلوي أكثر من غيرهم بِسبب الّتحيُّز الّشخصي. على سبيل المِثال، يتم اختيار الّدراسات الّتابعة للباحثين المُفضّلين لِدى مُؤلِّف الخطّة وغير ذلك من الّدراسات يتم رفضها أو وصفها بأنّها غير جديرة الّثقة. بالإضافة، قد يكون المؤلفون أنفسهم متحيّزون أو يدفع لهم لإعطاء نتائج تَدعم الأهداف الّسياسية أو الاجتماعية أو الاقتصادية عن طريق تحديد مجموعات بيانات صغيرة مفضّلة وعدم استخدام مجموعات البيانات الكبيرة الغير مفضّلة. تأثير مثل هذه التحيُّزات على نتائِج الّتحليل الّتلوي مُمكِنة بسبب مُرونة منهجيّة الّتحليل الّتلوي.
في عام 2011 أُجريَت دِراسة للكشف عن تضارب المصالِح في دراسات البحوث المُستخدَمة في التحليل التلوي الّطبي حيث تمّ استعراض 29 تحليل تلوي ووُجِدَت صعوبة في الكشف عن تضارب المصالح في الّدراسات المُستخدَمة فيها. و ال29 تحليل تلوي اشتملوا على 11 من مجلات الّطب العام، و 15 من مجالات الّطب الّتخصُّصي وثلاث من قاعِدة بيانات كوكرين للمُراجعات المنهجيّة. وتمّت مُراجعة 509 تجربة عشوائيّة تحت الّسيّطرة (RCTs)من خِلال ال 29 تحليل تلوي. وقد أفادت 318(RCTs) وجود مصادِر للتمويل، فكانت 219 منها (69%) تتلقّى الّتمويل من الّصناعة.(بحاجة لتوضيح)و من ال509(RCTs)، كَشفت 132عن تضارب المصالِح للمؤلِّفين، وكانت 91 دراسة (69%) تكشف عن واحد أو أكثر من المؤلّفين الذين تربُطُهم علاقات ماليّة مع الّصناعة. ولكن نادرا ما كانت هذه المعلومات تنعكس في التحليل التلوي. فقد أفادت اثنتان فقط (7%) من ال RCTs عن مصادر تمويليّة ولم تقر أيّ منها بوجود عِلاقات بين المُؤلِّف والّصناعة. واستنتج المؤلّفون أنّ«من دون اعتراف هيئة الّنزاهة بسبب الّتمويل من الّصناعة أو العلاقات الماليّة للمؤلِّف والّصناعة للRCTsالتي تستخدم في التحليل التلوي، فإنّ فهم القُرَّاء وتقيّيمهم للأدلّة من التّحليل التلوي لن يكن دقيقاً وصحيحا».

## خطوات التحليل التلوي
1. صياغة المشكلة.
2. بحث عن مادة مطبوعة.
3. اختيار الدراسات (معايير الاختيار).
  1. استناداً إلى معايير الجودة، مثل اشتراط العشوائيّة في الّتجارب الّسريريّة.
  2. اختيار دراسات مُحدّدة بِشأنِ موضوعٍ مُحدَّد جيّداً، مِثل علاج سرطان الّثدي. ## تحديد ما إذا كانت الّدراسات الغير المنشورة قد تم شملُهابالموضوع لتجنُّب تحيُّز الّنشر (مشكلة ملف-الدرج)
4. حدِّد المتغيّرات المُعتمِدة على الأمورأو القياسات للموجز المسموح بها. فعلى سبيل المثال:
  1. الاختلافات (بيانات تشتمل على أعداد صحيحة)
  2. المتوَسِّط (بيانات مستمرة تشتمل على أعداد طبيعيّة)
  3. هيد جزg هو مقياس موجز معروف للبيانات المستمرّة التي يتم توحيدها من أجل القضاء على اختلافات الّنطاق، ولكنّه يتضمّن فهرساً للتبايُّن بين المجموعات:
  4. δ= (μt-μc)/σ، μt: هي المتوسِّط للعلاج، μc: هي المتوسِّط للتحكُّم، σ^2: التبايُّن الذي تم تجميعه.
5. اختيار نموذج إحصائي لانحدار تلوي: الانحدار البسيط مثلاً، والانحدار التلوي ثابت التأثير أو الانحدار التلوي العشوائي التأثير. الانحدار التلوي هي أداة تُستَخدم في التحليل التلوي لِفحص أثر المتغيّرات الوسيطة على حجم أثر الدراسة باستخدام الّتقنيات المستَنِدة إلى الانحدار. الانحدار التلوي أكثر فعاليّة في هذه المهمّة من التقنيات القياسيّة للانحدار.

لإرشادات تقديم الّتقارير، انظر إلى بنود التقارير المفضّلة للمُراجعات المنهجيّة والتحليل التلوي.

## الّطرق والافتراضات

### النهج
بشكل عام، يُمكن الّتمييز بين نوعَين من الأدلّة عند إجراء التحليل التلوي: بيانات المشاركة الفرديّة (IPD)و البيانات المُجتمِعة (AD). في حين أنّIPD تُمثِّل البيانات الخام التي يتم جمعها عبرمراكز الّدراسات، و لكنAD مُتاحة أكثر، وأكثر شيوعاً (نحصل عليها من المادة المطبوعة مثلاً) وتُمثِّل عادةً تقديرات الموجِز مثل نِسَب الاحتمالات والمَخاطِر الّنسبيّة. هذا التمييز أدّى إلى زيادة الحاجة لِطَرق مختلفه للّتحليل التلوي عندما يلزم تجميع الأدلّة، وأدّى أيضا إلى تطوير طُرق بمرحلةٍ واحدة أو مرحَلتَين. في طُرق المرحلة الواحِدة ال IPDمن كل الّدراسات يتم نمذجَتِها معاً مع مُراعاة تَكتُّل المجموعات المُشاركة في الّدراسات. على العكس من ذلك، في طُرق المرحَلَتين يتم توليف ال AD من كلّ دراسة، والنظر إلى أوزان الدراسة. من خلال تقليل ال IPD إلى ال AD، يُمكِن أن تُطَبِّق طُرق المرحلتين أيضاًعند توفّر ال IPD؛ وهذا يجعلها خَياراً مُناسِباً عند إجراء الّتحليل التلوي. على الّرغم من أنّه يُعتقَد أنّ طُرق المرحلة والمرحلتين تُعطي نتائِج مُتماثِلة، إلاّ أنّالّدراسات الأخيرة قد أظهرت أنّها أحياناً تؤدّي إلى استنتاجات مختلفة.

### نماذج إحصائية

#### نماذج تتضمّن آثار الدراسة فقط

##### نموذج التأثيرات الثابتة
يوفِّر نموذج التأثيرات الثابتة متوسِّط مُرجَّح لسلسلة من تقديرات الّدراسة. ويُشيع استخدام معكوس تبايُن الّتقديرات كوَزِن للدّراسة، بحيث أنّ مساهمة الدراسات الكبيرة أكثر من الدراسات الصغيرة في المتوسّط المُرجّح. نتيجة لذلك، في الدراسات التي تسيّطر عليها الّدراسات الكبيرة في التحليل التلوي، يتمّ فعليّاً تَجاهُل النتائج المستمدّة من الدراسات الأصغر. والأهم من ذلك، أن نموذج الآثار الّثابتة يَفترض أنّ كل الدراسات المشمولة تقوم بالبحث عن نفس المجموعة من الّسكان، وتستخدم نفس المتغيّر ونفس التعريفات للنتائج...إلخ. وهذا الافتراض هو غير واقعي عادة لأنّ البحث عُرضَةٌ لعديد من مصادر الاختلاف (عدم التجانس)، مثل آثار العلاج التي قد تختلف تبعا لموضع العلاج، مقدار الجرعة، وأوضاع الدراسة .

##### نموذج التأثيرات العشوائيّة
نموذج التأثيرات العشوائيّة في الّتحليل التلوي يُستخدَم في تجميع البحوث الغير مُتجانِسة، وهو ببساطة المتوسّط المُرجَّح لأحجام الأثر لمجموعة من الّدراسات. ويتحقّق الوزن الذي يتم تطبيقه في المتوسّط المُرجّح مع آثار عشوائيّة للتّحليل التلوي عن طريق خطوتين:
1. الخطوة الأولى: ترجيح معكوس الّتبايُن
2. الخطوة الّثانية: عدم ترجيح معكوس الّتبايُن المُرجّح عن طريق وضع مُكوِّن تباين آثار عشوائيّة (REVC)و هو ببساطة مُشتّق من مدى تبايُن أحجام الأثر للدراسات الضمنيّة.

و هذا يعني أنّه كلّما زاد التبايُن في أحجام الأثر (المعروف بِعدَم الّتجانُس)، زاد عدم الّترجيح وهذا يُمكن أن يصل إلى نُقطة، عندما تُصبح نتائج التحليل التلوي للآثار العشوائيّة ببساطة: المتوسّط الغير مُرجّح لحجم الأثر عبر الدراسات. من ناحيّة أخرى، عندما تكون أحجام الأثر كلّها مُتشابهة (أو عندما يكون التباين لا يتجاوز خطأ العيّنات)، لا يتم تطبيق ال REVC والتحليل التلوي للآثار العشوائيّة يُهمَل، ويُستخدَم التحليل التلوي للآثار الّثابتة بدلاً منه (فقط ترجيح معكوس التبايُن).
مدى هذا الانعكاس (التبادل) يعتمد على عاملين فقط:
1. عدم الّتجانس في الّدقّة.
2. عدم الّتجانس في حجم الأثر.

و بما أن هذه العوامل لا تُشير أيّ منها تلقائياً إلى دراسة أكبر، فيها خلل أو دراسات أصغر، أكثر موثوقيّة، فإنّ إعادة توزيع الأوزان تحت هذا النموذج لن تُعطي علاقة بما قد تُقدِّمه الدراسات فعليّاً. في الواقع، قد أُثبِت أنّ إعادة توزيع الأوزان هو ببساطة في اتجاه واحد من الدراسات الأكبر إلى الأصغر بازدياد عدم الّتجانس حتى تُصبح جميع الّدراسات في نهاية المطاف لها نفس الوزن وتستحيل إعادة الّتوزيع مرّة أخرى. ومن المشاكل الأخرى لنموذج الآثار العشوائي هو أنّ الفترات الأكثر ثِقَة المُستخدَمة غالباً هي بشكلٍ عام لا تحتفِظ باحتماليّة الّتغطيّة أعلى من المُستوى الاسمي (nominal) المُحدّد وبالّتالي هي تستهين إلى حدٍّ كبير بالخطأ الإحصائي، وغالباًما تَكون ثِقتَهم زائدة في استنتاجِهم. تمّ اقتراح العديد من الإصلاحات ولكن الّنقاش ما زال مُستمِرّاً. ومتوسّط تأثير العلاج يُشكّل مصدراً للقلق بحيث أنّه قد يكون أحياناً أقل مُحافظة، مُقارنة ًبنموذج الأثر الّثابت وبالتالي يكون مظلّلاً في المُمارسة العمليّة. من الإصلاحات التي تمّ اقتراحها هو إنشاء فترة تنبّؤ حول تقدير الآثار العشوائيّة لتصوُّر مجموعة الآثار المُحتمَلة في المُمارسة العمليّة. ولكن، الافتراض وراء حِساب فترة التنبّؤ هو أن تُعتبر التجارب كيانات مُتجانِسة بشكل أو بآخر وأن تكن مجموعات المرضى والعِلاجات المقارنة قابلة للتبديل وهذا غالبا لا يمكن تحقيقه من الناحية العمليّة.
أكثر طريقة مستخدمة لتقدير التبايُن بين الّدراسات (REVC) هي نهج ديرسيمونيون لايرد DL. هناك تقنيات عديدة متقدّمة مكرّرة (و حسابيا مُكلِفة) لإحصاء الّتبايُن الموجود بين الّدراسات (مثل أعلى احتمال، لمحة عن الاحتمال، والّطرق المقيّدة بأعلى احتمال) ويمكن تشغيل نماذج الآثار العشوائيّة باستخدام هذه الّطرق في ستاتا مع أمر ميتان.[ يجب تمييز أمر مييتان عن أمر الميتان الكلاسيكي (بالإنجليزيةmetaan والكلاسيكية me tan- single"a") في الستاتا التي تُستخدم المقدر DL. كما تم تنفيذُ هذه الّطرُق المتقدّمة بشكل سهل ومجّاني ليتم استخدامها فيMicrosoft Excel، MetaEasy. ومع ذلك، فإنّ مقارنةً بين هذه الّطرق المتقدّمة وطريقة ال DL لإحصاء التبايُن بين الدراسات وضّحت أنّ المكسب قليل وأن ال DL كاف لمُعظَم السيناريوهات.
على أيّ حال، مُعظم الّتحاليل التلوية تشمل 2-4 دراسات وعيّنة من هذا القبيل في أكثر الأحيان كافيّة لتقدير عدم التجانس بدقّة. وهكذا يبدو أنّفي التحليل التلوي الّصغير، يتم الحصول على صفر غير صحيحة بين تقدير دراسة التبايُن، ويؤدي هذا إلى افتراض تَجانُس كاذب. عموماً، يظهر أنّه يتم الإستخفاف بعدم الّتجانس بشكل مستمِر في التحليل التلوي والتحاليل الحسّاسة التي يُفتَرض أن تكون مستويات عالية من عدم التجانس مفيدة فيها.
نماذج الآثار العشوائيّة هذه وحزم البرمجيات المذكورة أعلاه مُرتَبطة بدراسة –ميتا متجمعة- التحاليل والباحثون الذين يرغبون في إجراء التحاليل التلوية الخاصّة ببيانات المريض الفرديّة (IPD) هم بحاجة لأخذ نهج نماذج الآثار المختلطة بعين الاعتبار.

##### نموذج إيفيت
دوي وبارين درجت بالتعاون مع خان، طالب ووليامز (من جامعة كوين لاند، وجامعة كوين لاند الجنوبيّة وجامعة الكويت)، قدأوجدوا احتمال معكوس التبايُن الظاهري (إيفيت) البديل لنموذج الآثار العشوائيّة والذي تتوفر تفاصيله على الإنترنت. وهذا قد أدرج إلى إصدار MetaXL 2.0،=و هي وظيفة إضافيّة للتَحليل التلوي في Microsoft excel مجانيّة قام بإصدارِهاإي يجير الدوليّة المحدودة، وأصبحت مُتاحة في 5 إبريل 2014. ذَكر المؤلّفون مّيزة هذا الّنموذج بأنّه يَعمل على حل المشكلتَين الّرئيسيَتين في نموذج الآثار العشوائيّة. أول ميّزة لنموذج إيفيت هي أن تظل التغطيّة على المستوى الإسمي (95%) لفترة الّثقة خِلافاً لنموذج الآثار العشوائيّة والذي تقِل فيه نِسبة التغطيّة بزيادة عدم الّتجانس. الميّزة الثانيّة لنموذج إيفيت أنّه يُحافظ على الأوزان لمعكوس الّتبايُن للدّراسات الفرديّة، بعكس نموذج الأثر العشوائي الذي يُعطي الّدراسات الّصغيرة وزن أكثر (و بالتالي الدراسات الكبرى لهاوزن أقل) مع تزايد عدم الّتجانس. عندما يزداد عدم الّتجانس، تُصبح أوزان الّدراسات الفرديّة في نموذج الآثار العشوائيّة مُتساوية وهكذا ينتج عن هذا النموذج مُتوسِّط حسابي بدلاً من المتوسّط المُرجّح وهذا يبدو غير مُبّرراً. هذا الأثر الجانبي الغير المقصود من نموذج الآثار العشوائيّة يتم تجنّبه عن طريق نموذج إيفيت الذي يختلف عن نموذج الآثار العشوائيّة بمنظورين: الّتقديرات المجمّعة سوف تُفضِّل الّتجارُب الأكبر (بدلا من مُعاقبة الّتجارب الأكبر في نموذج الآثار العشوائيّة) وسوف تبقى فترة الثقة ضِمن الّتغطية الاسميّة في حالة الّشك (عدم الّتجانس). اقترح دوي وبارين درجت أنّه بينما نموذج الآثار العشوائيّة يوفِّر طريقة بديلة لتجميع بيانات الّدراسة، فقد أوضَحت نتائج المُحاكاة، إنّ استخدام نموذج احتمالات مُحدّد أكثر مع افتراضات لا يُمكن الّدفاع عنها، كما هو الحال مع نموذج الآثار العشوائيّة، لا يوَفِّر بالّضرورة نتائج أفضل. الّدراسة الأخيرة تُفيد أيضاً أنّ نموذج إيفيت يَحِل المشاكِل المتعلّقة بتقدير الخطأ الإحصائي، الّتغطيّة الّسيّئة لفترة الّثقة وزيادة ال MESالتي تمّت ملاحظتها في نموذج الآثار العشوائيّة ويرى المؤلّفون أنّ على الباحثين الّتخلّي عن نموذج الآثار العشوائيّة في التحليل التلوي. بينما تبدو البيانات الخاصّة بهم مقنعة، فإنّ الّنتائج (من حيث ضخامة النتائج الإيجابيّة داخل قاعدة بيانات كوكرين) ضخمة وقبول هذا الاستنتاج يتطلّب تأكيداً مُستَقِلاًّ دقيقاً. توافر البرمجيّات الحرّة (MetaXL) التي تقوم بتشغيل نموذج إيفيت (و جميع النماذج الأخرى للمقارنة) تُسهّل هذه العمليّة للباحثين.

#### نماذج تتضَمّن معلومات إضافّيّة

##### نموذج الآثار النوعيّة
دوي وطالب هم من قدّموا نموذج الآثار النوعيّة. كانوا قد قدّموا نَهجاً جديداً لتسويّة التبايُن بين الّدراسات عن طريق دمج مُساهمة التبايُن بسبب أحد المكوّنات ذات العلاقة (الجودة) بالإضافة إلى مُساهمة التباين بسبب خطأ عشوائي والذي يستخدم في أي نموذج تحليل تلوي للآثار الثابتة لتوليد الأوزان لكل دراسة. قوة نموذج الآثار النوعية في التحليل التلوي تكمن في أنه يسمح باستخدام الأدلة المنهجية المتاحة بدلا من الآثار العشوائية الذاتية، بالتالي فهو يساعد على إغلاق الفجوة المدمرة الموجودة بين المنهجية والإحصاء في البحوث السريرية. لعمل ذلك يتم حساب تباين التحيز الاصطناعي بالاعتماد على نوعية المعلومات لضبط أوزان معكوس التباين ويتم التعريف بالوزن النوعي لدراسة الإيث. وهذه الأوزان المضبوطة تستخدم في التحليل التلوي. وبعبارة أخرى، إذا كانت الدراسة من النوعية الجيدة ودراسات أخرى ذات نوعية رديئة، رياضيا يتم إعادة توزيع نسبة من الأوزان النوعية المضبوطة للدراسات ذات النوعية الرديئة وإعطائها للدراسة الأولى مما يمنحها وزناً أكبر تجاه حجم التأثير الكلي. كلما أصبحت الدراسات متشابهة أكثرمن ناحية الجودة، إعادة التوزيع تصبح تدريجياً أقل وتتوقف عندما تصبح جميع الدراسات متساوية في الجودة (في حالة تساوي الجودة، فإن نموذج الآثار النوعية يفترض نموذج الإيفيت- انظر الفرع السابق). ويوضح تقييم حديث لنموذج الآثار النوعية (مع بعض التحديثات) أنه على الرغم من الطابع الذاتي لتقييم النوعية، إلا أن الأداء (MES وتباين حقيقي تحت المحاكاة) متفوق على ذلك الذي يمكن تحقيقه مع نموذج الآثار العشوائية. بالتالي إن هذا النموذج يستبدل التفسيرات الغير المقبولة التي تكثر في الأدب وهناك برمجيات متاحة لاستكشاف هذا الطريقة أكثر.

## التطبيقات في العلم الحديث
التحليل التلوي الإحصائي الحديث يقوم بأكثر من مُجرّد جمع أحجام الأثر لمجموعة من الّدراسات باستخدام المتوسّط المُرجّح. يُمكنه أن يختبر نتائج الدراسات بحيث إذا كانت تظهر تبايُن أكثر من التبايُن المتوقّع بسبب أخذ عيّنات ذات أعداد مختلِفة للمُشاركين في البحث. بالإضافة إلى ذلك، يُمكن ترميز خصائِص الدراسة مثل: أداة القياس المُستخدمة، عيّنات الّسكان، أو جوانب تصميم الّدراسات واستخدامها للحَدّ من تبايُن المقدّر (انظر للنماذج الإحصائيّة المذكورة أعلاه). وهكذا يُمكن تصحيح بعض نقاط الّضعف المنهجيّة إحصائياًّ في الّدراسات. استخدامات أخرى للتَحليل التلوي هي تطوير نماذج التنبؤ السريريّة، حيث يمكن استخدام التحليل التلوي لجمع البيانات من مراكز البحوث المختلِفة، أو حتى لتجميع نماذج التنبؤ الموجودة.
يمكن أن يتم التحليل التلوي مع تصميم الموضوع الواحد، أومع تصاميم مجموعات البحث.و هذاأمرمهم بسبب إجراء أبحاث كثيرة مع تصاميم البحث ذات الموضوع الواحد. ويوجد نِزاع كبير لتحديد تقنيّة التحليل التلوي الاكثرمُلاءمة للبحث في موضوع واحد.
التحليل التلوي يؤدي إلى تحوّل الّتركيز من الدراسات المفردة إلى الّدراسات المتعددة ، يؤكّد على الأهميّة العمليّة لحجم الأثر بدلا من الأهميّة الإحصائيّة للدراسات الفرديّة. سُمّيَ هذا التحوّل في التفكير «التحليل التلوي التفكري». وكثيراً ما تظهر نتائج التحليل التلوي في المخطّط الغابي.
يتم دمج النتائج من الّدراسات باستخدام نهج مُختلفة. ويُطلق على أحد النهج التي يَكثُر استخدامها في التحليل التلوي في أبحاث الّرعايّة الصحيّة «طريقة معكوس التبايُن». ويحسب متوسّط حجم الأثر عبر جميع الدراسات كمتوسّط مُرجّح، حيث تتساوى الأوزان مع معكوس التبايُن لمُقدّر الأثر لكل دراسة.
الدراسات الأكبر والدراسات التي يكون فيها تبايٌن عشوائي أقل، تٌعطى وزناً أكبر من الدراسات الأصغرحجماً. ومن النهج الأخرى المعروفة طريقة مانتل-هانزل وطريقة البيتو.
و قد اقتُرِح نهج مُؤخّراً لدراسة تأثير أوزان المخطّطات على النتائج من خلال بناء الجاذبيّة،(بحاجة لتوضيح) وهي حالة خاصّة من التحليل التلوي الاندماجي.
رسم الخرائط التفاضليّة المعيّنة هو تقنيّة إحصائيّة لتطبيق التحليل التلوي على الدراسات المبنيّة على الفروق في نشاط الّدماغ أو البنيّة والتي تَستخدم تقنيات تصوير الأعصاب مثل: fMRIأو VBM أو PET.
وقد استخدمت تقنيات إنتاجيّة عالية مختلفة مثلmicroarrays)= مصفوفة دقيقة) لفهم التعبيرالجيني. وقد استخدمت ملفات التعبير للMicroRNA لتحديد تعبير ال microRNAs في خليّة محدّدة أو نوع نسيج أو ظروف مرضيّة أو للتحقّق من أثرالعِلاج. وقد أجري التحليل التلوي لمثل هذه الملفات التعبيريّة لاستخلاص الاستنتاجات والتحقّق من صحّة النتائج المعروفة.

## اقرأ أيضاً
- مراجعة الإنتاج الفكري
- مراجعة منهجية